# Lorena Viezel
Lorena Giovana Viezel (ur. 21 lipca 1999 w Ponta Porã) – brazylijska siatkarka, reprezentantka kraju, grająca na pozycji środkowej.

## Sukcesy klubowe
Superpuchar Brazylii:
- 2022[5]

Klubowe Mistrzostwa Ameryki Południowej:
- 2024[6]
- 2023[7]

Puchar Brazylii:
- 2024[8]

Liga brazylijska:
- 2024[9]

## Sukcesy reprezentacyjne
Mistrzostwa Świata U-17:
- 2016

Mistrzostwa Ameryki Południowej Juniorek:
- 2016[10]

Igrzyska Panamerykańskie Juniorek:
- 2021[11]

Liga Narodów:
- 2022[12], 2025[13]

Mistrzostwa Świata:
- 2022[14]

Igrzyska Panamerykańskie:
- 2023[15]

## Nagrody indywidualne
- 2023: Najlepsza środkowa Igrzysk Panamerykańskich[16]